# Growing Up Fisher
Growing Up Fisher est une série télévisée américaine en treize épisodes de 22 minutes créée par DJ Nash et diffusée entre le 23 février (après la cérémonie de fermeture des Jeux olympiques d'hiver de 2014,) et le 11 juin 2014 sur le réseau NBC et au Canada sur le réseau Global.
Cette série est inédite dans tous les pays francophones.

## Synopsis
Cette série raconte l'histoire de la famille d'Henry (Eli Baker), un jeune garçon de 11 ans, après le divorce de son père avocat et non-voyant Mel (J.K. Simmons) et de sa mère Joyce (Jenna Elfman). Cette série suit la famille quotidiennement et parle des problèmes qu'elle doit traverser, qui concernent parfois la sœur de Henry, Katie (Ava Deluca-Verley), et ce de façon comique.

## Distribution

### Acteurs principaux
- J. K. Simmons : Mel Fisher
- Jenna Elfman : Joyce Fisher
- Eli Baker (en) : Henry Fisher
- Ava Deluca-Verley (en) : Katie Fisher
- Lance Lim : Runyen
- Peyton : Elvis (le chien)
- Jason Bateman : le narrateur

### Acteurs récurrents et invités
- Isabela Moner : Jenny (7 épisodes)
- Matthew Glave : Principal Sloan (6 épisodes)
- Carla Jimenez (en) : Janice (5 épisodes)
- Logan Miller : Anthony Hooper (4 épisodes)
- Bill Fagerbakke : Ken Fisher (4 épisodes)
- Harold Perrineau : Fred (épisode 1)
- Alex Meneses : Allison (épisode 1)
- Sam Pancake (en) : Kevin (épisode 1)
- Tisha Terrasini Banker (en) : Teacher (épisode 1)
- Daniel Hugh Kelly : Tom Hawkins (épisode 2)
- Haley Pullos (en) : Sofia (épisode 2)
- Constance Zimmer : Allison (épisodes 3, 10 et 12)
- Lela Lee (en) : Mrs Han (épisodes 4 et 8)
- Keong Sim (en) : Mr Han (épisode 4)
- Rene Gube (en) : Postman (épisode 4)
- Tanner Buchanan : Slade (épisode 5)
- Olivia Rose Keegan (en) : Brooklyn (épisode 6)
- Rachel Pace (en) : Madison (épisode 6)
- Chip Chinery (en) : Coach Gill (épisode 6)
- Dana DeLorenzo : Kara (épisode 7)
- Bodhi Elfman (épisode 7)
- Nathan Kress : Hunter (épisode 8)
- Joey Slotnick (épisode 8)
- Brian Howe (épisode 8)
- Aloma Wright : Tricia (épisode 9)
- DC Pierson (en) : Guy (épisode 9)
- Erik King : Vice Prinicipal Collins (épisode 10)
- Joel Polis : Richard Barr (épisode 11)
- Karan Soni : Owen (épisode 11)
- Christina Pickles	: Dr La Croix (épisode 11)
- Peter Mackenzie (en) (épisode 11)
- Erinn Hayes : Madi (épisode 12)
- Anita Barone (épisode 13)

## Fiche technique
- Réalisateur du pilote : David Schwimmer
- Producteur exécutif : DJ Nash, Jason Bateman et Jim Garavente
- Société de production : Universal Television et Aggregate Films.

## Développement

### Production
En octobre 2012, le projet est présenté à NBC sous le titre …Then Came Elvis, qui a commandé le pilote le 22 janvier 2013.
Le 9 mai 2013, NBC commande la série sous le titre The Family Guide et trois jours plus tard lui attribue la case horaire du mardi à 21 h 30 à la mi-saison. En juin 2013, la série change pour son titre actuel.
Le 9 mai 2014, la série a été officiellement annulée par NBC après une seule saison.

### Casting
Les rôles ont été attribués dans cet ordre : Parker Posey (Joyce), J. K. Simmons, Eli Baker (en) et Ava Deluca-Verley (en) et Harold Perrineau.
Le lendemain de la commande de la série par NBC, Parker Posey quitte le projet et est remplacée par Jenna Elfman.
En décembre 2013, Constance Zimmer décroche un rôle récurrent.

## Épisodes
| №  | Titre                          | Réalisation          | Scénario                                                                         | Première diffusion | Audience (millions) |
| -- | ------------------------------ | -------------------- | -------------------------------------------------------------------------------- | ------------------ | ------------------- |
| 1  | Pilot                          | David Schwimmer      | D. J. Nash                                                                       | 23 février 2014    | 8,86                |
| 2  | Blind Man's Bluff              | Eric Appel (en)      | Emily Cutler                                                                     | 4 mars 2014        | 6,91                |
| 3  | The Date From Hell-Nado        | Michael Patrick Jann | D. J. Nash                                                                       | 11 mars 2014       | 6,33                |
| 4  | Trust Fall                     | Michael Patrick Jann | Mathew Harawitz                                                                  | 18 mars 2014       | 6,6                 |
| 5  | Work with Me                   | Eric Appel           | Laura Chinn                                                                      | 25 mars 2014       | 6,24                |
| 6  | Drug/Bust                      | Fred Savage          | Tucker Cawley (en)                                                               | 1er avril 2014     | 5,96                |
| 7  | Katie You Can Drive My Car     | Linda Mendoza (en)   | Adam Barr (en)                                                                   | 8 avril 2014       | 5,54                |
| 8  | The Man with the Spider Tattoo | Henry Chan (en)      | Histoire : Amelie Gillette et Spencer Sloan Mise en scène : Amelie Gillette (en) | 15 avril 2014      | 5,89                |
| 9  | Desk/Job                       | Eric Appel           | David Holden (en)                                                                | 22 avril 2014      | 5,83                |
| 10 | First Time's the Charm         | Michael Blieden      | Emily Cutler et Giuseppe Graziano                                                | 29 avril 2014      | 5,59                |
| 11 | Secret Lives of Fishers        | Linda Mendoza        | Tucker Cawley et Laura Chinn                                                     | 6 mai 2014         | 5,05                |
| 12 | Madi About You                 | Dean Holland (en)    | Mathew Harawitz et Amelie Gillette                                               | 11 juin 2014       | 4,04                |
| 13 | Growing Up Fairbanks           | Matt Sohn            | D. J. Nash et David Holden                                                       | 11 juin 2014       | 3,58                |